# Ulmus mexicana
Ulmus mexicana, conocido como olmo mexicano, olmo centroamericano o tirrá, es un árbol grande endémico de México y América Central, perteneciente a la familia Ulmaceae. Se le encuentra mayormente en bosques nublados tropicales (800–2200 m) con niveles de precipitación de 2000–4000 mm anuales, desde San Luis Potosí y Chiapas en México, a través de los bosques montanos de Centroamérica, hasta el extremo oeste de Panamá en la cordillera de Talamanca. La regeneración natural es pobre. Esta especie fue descrita como nueva para la ciencia en 1873.

## Descripción
Ulmus mexicana es probablemente la más alta de todas las especies de olmo, ocasionalmente alcanzando una altura de 84 m (273 pies) y un d.a.p. de 2.5 m (8 pies), siendo uno de los árboles más altos en México. El árbol se destaca también por su tronco profundamente acanalado y una copa frondosa con follaje denso. Las hojas varían ampliamente en medida de 3–16 cm de longitud por 2–7 cm ancho, elípticas a obovadas, de haz lustroso, pero envés opaco, con peciolos 5–10 mm de largo. Las flores se disponen en panículas de hasta 7 cm de longitud, no tienen pétalos y se presentan entre diciembre y febrero. Las pequeñas sámaras, de 9.0 × 2.3 mm, maduran en marzo y están cubiertas con pelos largos y rectos.

## Usos
A pesar de que mucho de su hábitat natural está amenazado por la deforestación, el árbol no es muy popular en el comercio de maderas a causa de que su madera se deforma fácilmente durante el secado, además sus poblaciones son amplias y extendidas dentro de áreas protegidas a lo largo de su hábitat por lo cual no se considera en peligro de extinción. Su madera es dura y pesada (Gs 0.55), pero difícil de secar y puede curvarse mucho. Además, su alto contenido de sílice (0.35) daña las herramientas. La madera es utilizada para herramientas, muebles y pisos, mientras que el follaje es generalmente utilizado como forraje para ganado. El árbol es ocasionalmente plantado para sombra u ornamentación.

## Colecciones vivas
América del Norte
- Jardín Botánico Francisco Javier Clavijero, Xalapa, Veracruz, México. Sin datos.

Europa
- Grange Farm Arboretum, Sutton St James, Spalding, Lincolnshire, Reino Unido. A partir de semillas enviadas por el Jardín Botánico Francisco Javier Clavijero, Xalapa, Veracruz, México. Acc. Núm. 1075.
- Jardín Botánico de Ventnor, Ventnor, Isla de Wight, Reino Unido. Dos árboles pequeños obtenidos en 2015.

Australasia
- Royal Botanic Garden, Sídney, Australia. Acc. Núm. 851550